# Zurobata vacillans
Zurobata vacillans är en fjärilsart som beskrevs av Walker 1864. Zurobata vacillans ingår i släktet Zurobata och familjen nattflyn. Inga underarter finns listade i Catalogue of Life.

## Bildgalleri

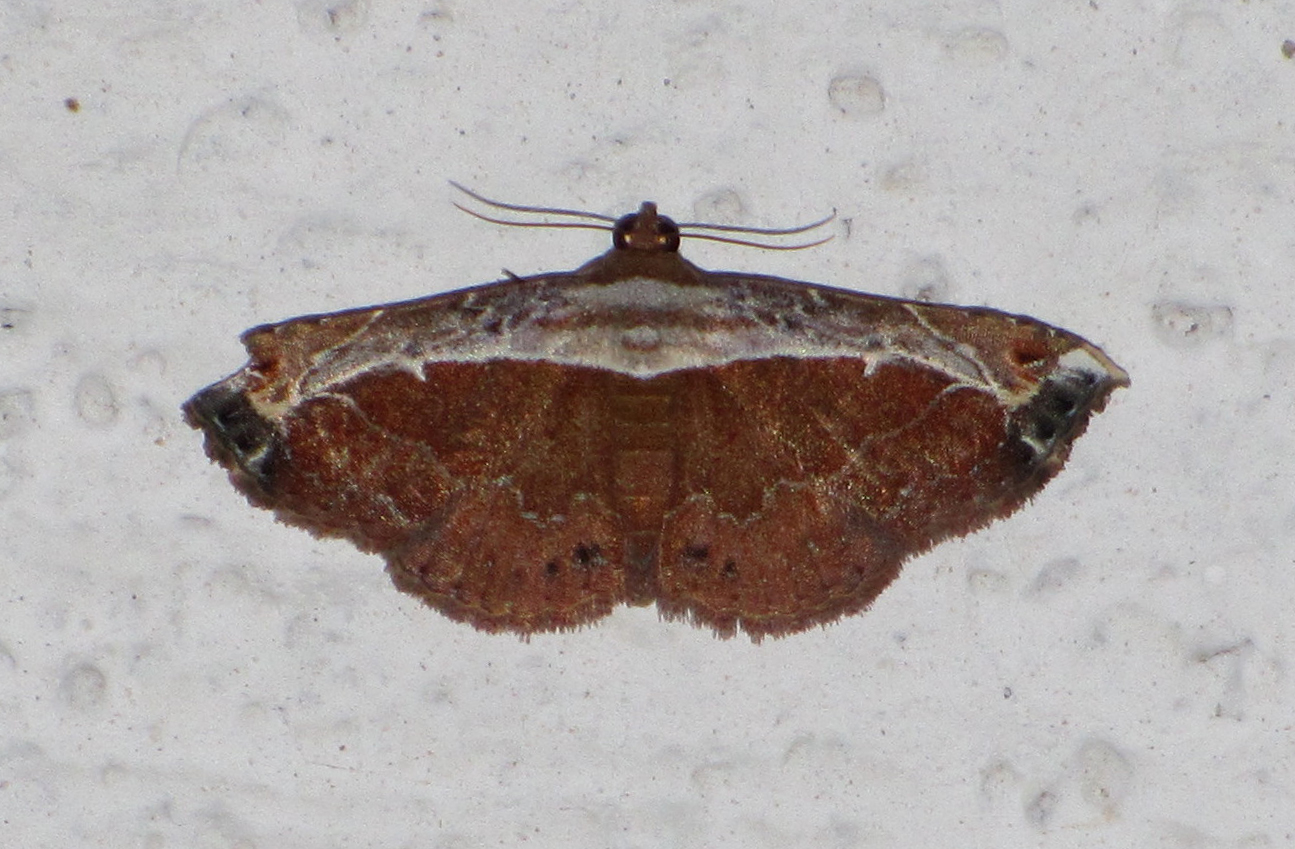